# Paul Bertrand (botaniste)
Pour les articles homonymes, voir Bertrand et Paul Bertrand.
Paul Charles Édouard Bertrand est un botaniste français, né le 10 juillet 1879 à Loos-lez-Lille et mort le 24 février 1944 à Paris.

## Biographie
Il est le fils du paléobotaniste Charles Eugène Bertrand (1851-1917). 
Il fait ses études à Lille avec Jules Gosselet et Charles Barrois, il obtient sa licence ès sciences naturelles en 1903 et son doctorat ès sciences en 1909 (thèse sur les zygoptéridées). Il enseigne la botanique à Lille, il est conservateur du musée houiller et obtient une chaire, spécialement créée pour lui, de paléobotanique en 1927. Ses recherches portent sur la stratigraphie du Carbonifère  via ses études des terrains houillers du bassin franco-belge et sur certains ptérido-spermes.
Il rejoint la chaire d’anatomie comparée des végétaux vivants et fossiles au Muséum national d'histoire naturelle de Paris en 1938. Il participe, avec l'aide de Madeleine Aimé, par de nombreux dessins reproduisant des paysages fossiles à l'exposition de 1937 au palais de la découverte.

## Distinctions
- vice-président des Assises Internationales de Botaniques de Cambridge (1930) ;
- vice-président des Assises Internationales de Botaniques d'Amsterdam (1936) ;
- membre honoraire de la Société royale de botanique de Belgique ;
- membre titulaire de la Société des sciences, de l'agriculture et des arts de Lille ;
- lauréat de la Société industrielle du Nord de la France (1937) ;
- Chevalier de la Légion d'honneur (1933) ;
- Palmes académiques.

Il est inhumé dans l'ancien cimetière de Saint-Germain-en-Laye.
Plusieurs notices biographiques lui sont consacrées, par François Stockmans en 1948, Pierre Pruvost et Achille Urbain .

## Publications
- 1907 Étude du stipe de l'Adelophyton Jutieri B. Renault, Lille : Impr. de L. Danel, 40 pages, Mémoires de la Société géologique du Nord[5] Texte disponible en ligne sur LillOnum
- 1909 Études sur la fronde des zygoptéridées, Lille : impr. L. Danel, 286 pages[6]
- 1911 Mémoires de la Société Géologique du Nord. Société Géologique du Nord, Lille. Texte disponible en ligne sur LillOnum
- 1926 Conférence de paléobotanique. Librairie de l'enseignement technique Léon Eyrolles, Paris. Texte disponible en ligne sur LillOnum
- 1930 Bassin houiller de la Sarre et de la Lorraine - Flore fossile 1er fascicule Neuroptéridées,  Lille : Imprimerie L. Danel, 58 pages, Études des gîtes minéraux de la France[7]
- 1932 Bassin houiller de la Sarre et de la Lorraine - Flore fossile 2e fascicule Aléthoptéridées,  Lille : Imprimerie L. Danel, 46 pages, Études des gîtes minéraux de la France[8]
- 1947 Les Végétaux vasculaires, introduction à l'étude de l'anatomie comparée, suivie de notes originales, préface du Prof. Louis Emberger, Paris, Masson, 184 pages[9] Texte disponible en ligne sur LillOnum